# Емерсон Палмієрі
Емерсон Палмієрі дус Сантус (порт. Emerson Palmieri, нар. 3 серпня 1994, Сантус) відомий як Емерсон Палмієрі або просто Емерсон — італійський і бразильський професійний футболіст, захисник клубу Прем'єр-ліги «Вест Гем Юнайтед» та  збірної Італії.
На міжнародному рівні Емерсон грав за свою рідну Бразилію на рівні до 17 років, але пізніше він заявив про своє бажання представляти Італію, отримавши італійське громадянство в 2017 році. Відтоді він був викликаний до національної збірної Італії, де дебютував у 2018 році, а пізніше взяв участь у Євро-2020, вигравши турнір.

## Клубна кар'єра
Народився 3 серпня 1994 року в місті Сантус. Вихованець футбольної школи клубу «Сантус». 17 квітня 2011 року в матчі Ліги Пауліста проти «Паулісти» Палмієрі дебютував за основний склад. 17 червня 2012 року в матчі проти «Фламенго» він дебютував у бразильській Серії A. 5 вересня 2013 року в поєдинку проти «Атлетіко Паранаенсе» Емерсон забив свій перший гол за «Сантос». У складі клубу він двічі виграв Лігу Паулісту. 
Влітку 2014 року Емерсон на правах оренди з правом викупу перейшов у італійський «Палермо». 24 вересня в матчі проти «Наполі» він дебютував у італійській Серії A. Тим не менш основним лівим захисником не став, програвши конкуренцію марокканцю Ашрафу Лазаару, через що за сезон зіграв лише 9 матчів у чемпіонаті.
Влітку 2015 року Емерсон перейшов на правах оренди у «Рому». 4 жовтня 2015 року в матчі проти свого колишнього клубу «Палермо» він дебютував за новий клуб. 5 грудня 2016 року, після проведення 12 матчів у Серії А, Емерсон був куплений римським клубом за 2 мільйони євро. 14 травня 2016 року в поєдинку проти «Мілана» Палмері забив свій перший гол за «Рому». 16 лютого 2017 року в матчі Ліги Європи проти іспанського «Вільярреала» він забив гол. Станом на 9 січня 2018 року відіграв за «вовків» 33 матчі в національному чемпіонаті.

## Виступи за збірну
2011 року дебютував у складі юнацької збірної Бразилії і став переможцем юнацького чемпіонату Південної Америки в Еквадорі, а також зайняв четверте місце на юнацькому чемпіонаті світу. Всього взяв участь у 14 іграх на юнацькому рівні, відзначившись одним забитим голом.
У березні 2017 року він отримав італійське громадянство і таким чином отримав можливість виступати у складі збірної Італії, незважаючи на те, що він неодноразово висловлював своє бажання представляти «Селесао». 9 квітня отримав перший виклик від тренера збірної Італії Джамп'єро Вентури, але через травму хрестоподібних зв'язок змушений був пропустити матчі проти Уругваю і Ліхтенштейну і був замінений на Андреа Конті.

## Статистика виступів

### Статистика клубних виступів
| Сезон              | Команда            | Чемпіонат          | Чемпіонат | Чемпіонат | Національний кубок | Національний кубок | Національний кубок | Континентальні кубки | Континентальні кубки | Континентальні кубки | Інші змагання | Інші змагання | Інші змагання | Усього | Усього |
| Сезон              | Команда            | Ліга               | Ігор      | Голів     | Ліга               | Ігор               | Голів              | Ліга                 | Ігор                 | Голів                | Ліга          | Ігор          | Голів         | Ігор   | Голів  |
| ------------------ | ------------------ | ------------------ | --------- | --------- | ------------------ | ------------------ | ------------------ | -------------------- | -------------------- | -------------------- | ------------- | ------------- | ------------- | ------ | ------ |
| 2011               | «Сантус»           | ЛП+A               | 1+0       | 0         | -                  | -                  | -                  | КЛ                   | 0                    | 0                    | КЧС           | 0             | 0             | 1      | 0      |
| 2012               | «Сантус»           | ЛП+A               | 3+1       | 0         | -                  | -                  | -                  | КЛ                   | 0                    | 0                    | РПА           | 0             | 0             | 4      | 0      |
| 2013               | «Сантус»           | ЛП+A               | 2+14      | 0+1       | КБ                 | 1                  | 0                  | -                    | -                    | -                    | -             | -             | -             | 17     | 1      |
| 2014               | «Сантус»           | ЛП+A               | 6+3       | 2+0       | КБ                 | 2                  | 0                  | -                    | -                    | -                    | -             | -             | -             | 11     | 2      |
| Усього за «Сантус» | Усього за «Сантус» | Усього за «Сантус» | 12+18     | 2+1       |                    | 3                  | 0                  |                      | 0                    | 0                    |               | 0             | 0             | 33     | 3      |
| 2014–15            | «Палермо»          | A                  | 9         | 0         | КІ                 | 0                  | 0                  | -                    | -                    | -                    | -             | -             | -             | 9      | 0      |
| 2015–16            | «Рома»             | A                  | 8         | 1         | КІ                 | 1                  | 0                  | ЛЧ                   | 0                    | 0                    | -             | -             | -             | 9      | 1      |
| 2016–17            | «Рома»             | A                  | 26        | 0         | КІ                 | 4                  | 0                  | ЛЧ+ЛЄ                | 2+5                  | 1                    | -             | -             | -             | 37     | 1      |
| 2017–18            | «Рома»             | A                  | 1         | 0         | КІ                 | -                  | -                  | ЛЧ                   | -                    | -                    | -             | -             | -             | 1      | 0      |
| Усього за Roma     | Усього за Roma     | Усього за Roma     | 35        | 1         |                    | 5                  | 0                  |                      | 7                    | 1                    |               | -             | -             | 47     | 2      |
| Усього за кар'єру  | Усього за кар'єру  | Усього за кар'єру  | 74        | 4         |                    | 8                  | 0                  |                      | 7                    | 1                    |               | 0             | 0             | 89     | 5      |

## Досягнення
- Чемпіон Європи: 2020
- Чемпіон Південної Америки (U-17): 2011
- Чемпіон штату Сан-Паулу (2): 2010, 2011
- Володар кубка Англії (1): 2017–18
- Переможець Ліги Європи УЄФА (1): 2018–19
- Переможець Ліги чемпіонів УЄФА (1): 2020–21
- Переможець Суперкубка УЄФА (1): 2021
- Переможець Ліги конференцій УЄФА (1): 2022–23

## Особисте життя
Мати Емерсона — італійка, а старший брат Джованні, також є професійним футболістом. У березні 2017 році Емерсон отримав італійське громадянство.